# Varadínský most
Varadínský most (v srbštině Варадински мост/Varadinski most, maďarsky Váradi híd) se nachází v Novém Sadu, v Srbsku. Spojuje centrum města s Petrovaradínem a překonává řeku Dunaj. Současný most je na místě mezi Bulvárem Mihajla Pupina a Petrovaradínem již třetí v pořadí. Slavnostně byl otevřen v září 2000.

## Historie
Na místě mezi Petrovaradínem a historickým centrem Nového Sadu byly v minulosti (v 19. století) opakovaně zřizovány tzv. pontonové mosty. Sloužily především posádkám rakousko-uherského vojska, které sídlily v Petrovaradínské pevnosti.
První permanentní most na Dunaji byl budován v letech 1921 – 1928 a nesl název Most prince Tomislava, po tehdejším druhém nejstarším synovi Aleksandra Karađorđeviće. Byl přirozeným prodloužením nově vzniklého bulváru, který na něj navazoval na novosadské straně. Nepříliš široký most byl ocelové příhradové konstrukce. Na jeho výstavbě se podílely výhradně soukromé firmy, především německé. Most byl budován dlouhých sedm let (což byl v tehdejší době rekord); výstavbu prodlužoval především nedostatek prostředků novosadského magistrátu, který stavbu financoval. Pro vznik mostu bylo nejprve nezbytné upravit břeh Dunaje; zbourána byla barokní pevnost Mostobran, úzkokolejnou lokomotivou byl navezen písek a břeh tak byl uměle vyvýšen.
Slavnostní otevření mostu se konalo 20. května 1928; most byl dokonce i vysvěcen; z jedné strany představiteli Římskokatolické církve, ze strany druhé zástupci církve srbské pravoslavné.
Jednalo se ve své době již o druhý most, překonávající Dunaj (první byl vybudován již během první světové války a nesl název Poćorkův most, podle rakousko-uherského generála. Přestože přetrpěl období pádu Habsburské monarchie, osudným se mu stal začátek jara 1924, kdy jeho lehkou konstrukci strhly ledy. Budovaný Varadinský most se tak stal de facto jediným mostem v Novém Sadu.
Po napadení Jugoslávie zeměmi Osy (především Německem) ho 10. dubna 1941 těsně před půlnocí vyhodila do povětří ustupující jugoslávská armáda, nicméně ho německé okupační jednotky velmi rychle opravily a mohl být tak nadále používán. Po válečných změnách se stal mostem hraničním; Novi Sad patřil do uherského záboru a Petrovaradín byl připojen k fašistickému Chorvatsku. Definitivní konec prvního mostu přinesly až povodně v roce 1944, které ho strhly úplně.
Vzhledem k tomu, že se jednalo o jediný most, překonávající v Novém Sadu řeku Dunaj, bylo nezbytné ho po válce co nejrychleji obnovit. Již v roce 1945 byl proto v rekordní době 160 dní postaven opět příhradový, ocelový most, jednoduché konstrukce. Je považován za první celoocelový most, postavený po skončení války v Evropě.[zdroj?] Slavnostní otevření mostu se konalo 20. ledna 1946 za přítomnosti Josipa Broze Tita, po kterém byl most také pojmenován. Dlouhý byl 344 m a sloužil rovněž i pro železniční dopravu, a to do roku 1962 (kdy byla po reorganizaci novosadského železníčního uzlu trať přeložena na nový, Žeželjův most). V provozu zůstal až do ranních hodin 1. dubna 1999, kdy byl během bombardování Jugoslávie vojsky NATO stržen. Při bombardování mostu zahynul jeden člověk.
Během náletů NATO na jugoslávskou infrastrukturu byly zničeny všechny tři mosty v Novém Sadu; dálniční Most Svobody, železniční Žeželjův most, i Varadínský most (který se v roce 1991 vrátil ke svému původnímu jménu)[zdroj?]. Nový most byl vybudován ve velmi krátké době a otevřen 29. září roku 2000, jen nedlouho (cca týden) před prezidentskými volbami, které znamenaly mimo jiné i konec vlády Slobodana Miloševiće. Byl otevřen pod jménem "Varadínská duha", ale tento název se rychle změnil zpět na Varadínský most. Nicméně slavnostní nasvícení mostu, měnící barvy, mu již zůstalo.
Výstavbu mostu zajistila místní společnost Mont, která si za něj vysloužila i řadu domácích ocenění. Kromě toho se na stavebních pracích podílely i další firmy z celé tehdejší Svazové republiky Jugoslávie.
V roce 2024 se stal most oblíbeným díky tzv. Zámečkům lásky.

## Pojmenování

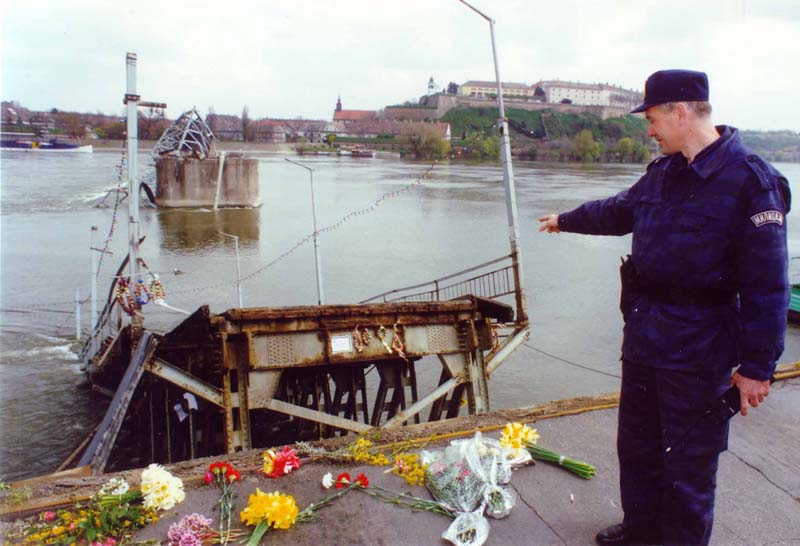
Zničený most po bombardování NATO na jaře 1999

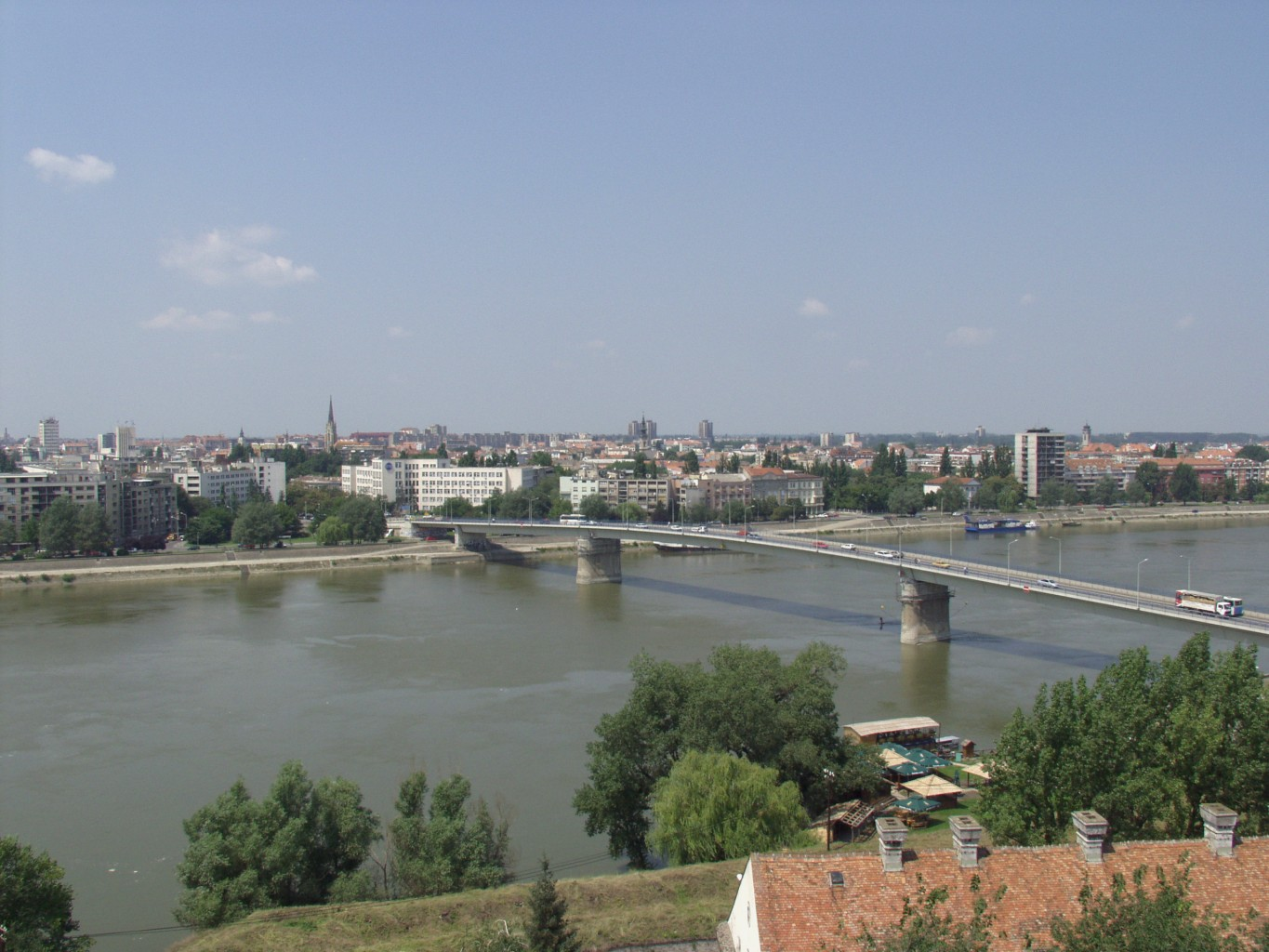
Varadínský most v roce 2005

- 1921 – 1941: Most prince Tomislava (Мост Кралевића Томислава/Most Kralevića Tomislava)
- 1941 – 1944: Varadínský most (Варадински мост/Varadinski most)[zdroj?]
- 1946 – 1991: Most Maršála Tita (Мост Маршала Тита/Most Maršala Tita)
- 1991 – 1999/2000: Varadínský most (Варадински мост/Varadinski most)

## Konstrukce
Současný most je železobetonové konstrukce; podobně jako v případě jeho předchůdců, i on stojí na dvou pilířích. Most tvoří celkem tři segmenty; dva boční (jeden z novosadské a druhý z petrovaradínské strany), oba o délce 111 m a váze 800 tun, a centrální, který se mezi nimi nachází, o délce 81 m a hmotnosti 600 tun. Celkem je most dlouhý 304 m.
Ve své středové části se most vyvyšuje, aby nepůsobil překážku rušné vodní tepně, kterou představuje řeka Dunaj.